# دلمون

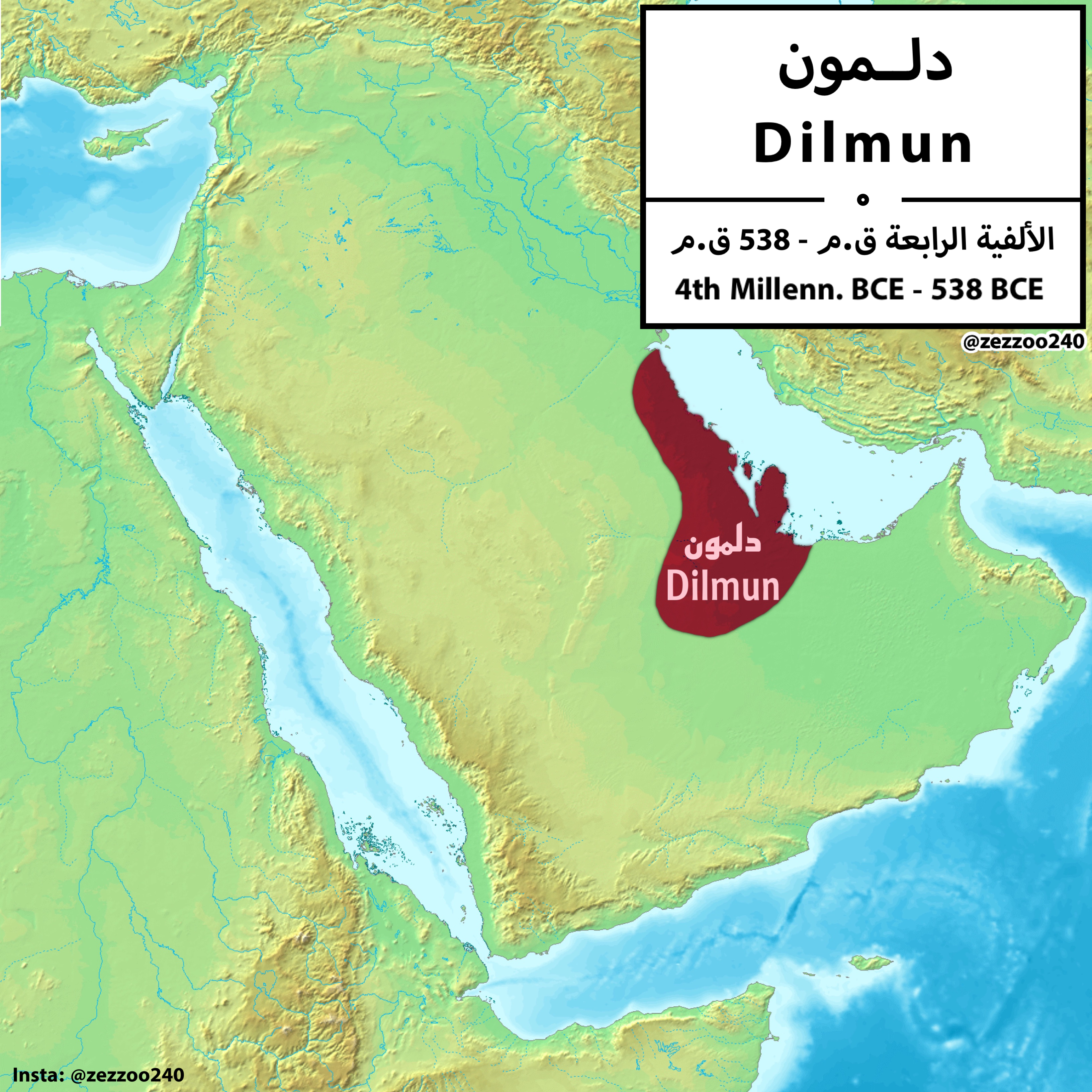
خريطة دلمون

دلمون هي حضارة قديمة قامت في شرق الجزيرة العربية في الألفية الثالثة قبل الميلاد، وعرفها السومريون بأرض الفردوس وأرض الخلود والحياة. وقد أدرجت مقابر دلمون على لائحة التراث العالمي عام 2019 بقرار من لجنة التراث العالمي، التي عقدت اجتماعاتها في باكو عاصمة أذربيجان عام 2019.

## الموقع

حضارات النصف الثاني من الألفية الثالثة قبل الميلاد في منطقة شرق الأوسط الحالية.

كان مركزها قبل خمسة آلاف سنة تقريبا في جزيرة تاروت في القطيف شرق السعودية وجزر البحرين ؛ هي جنة دلمون والسبب في هذه التسمية أنها كانت تحوي مقبرة دلمون. وقد مثلت مركزا استراتيجيا مهما؛ فهي حلقة الوصل بين بلدان الشرق، الأوسط والأدنى؛ حيث كانت في الشمال حضارة بلاد ما بين النهرين (العراق)، وفي الشرق حضارة ميلوخا في وادي السند (الهند)، وفي مصر حضارة الفراعنة.
امتدت حضارة الدلمون على طول الساحل الشرقي لشبه الجزيرة العربية؛ من الكويت عند جزيرة فيلكا، حتى حدود حضارة مجان في سلطنة عمان، وحضارة أم النار في إمارة أبوظبي في دولة الإمارات العربية المتحدة. وقد عُرفت دلمون بهذا الاسم عبر التاريخ لأنها محاطة بالماء (مياه البحر) من كل ناحية.

## أهم الآثار المكتشفة في البحرين عن حضارة دلمون

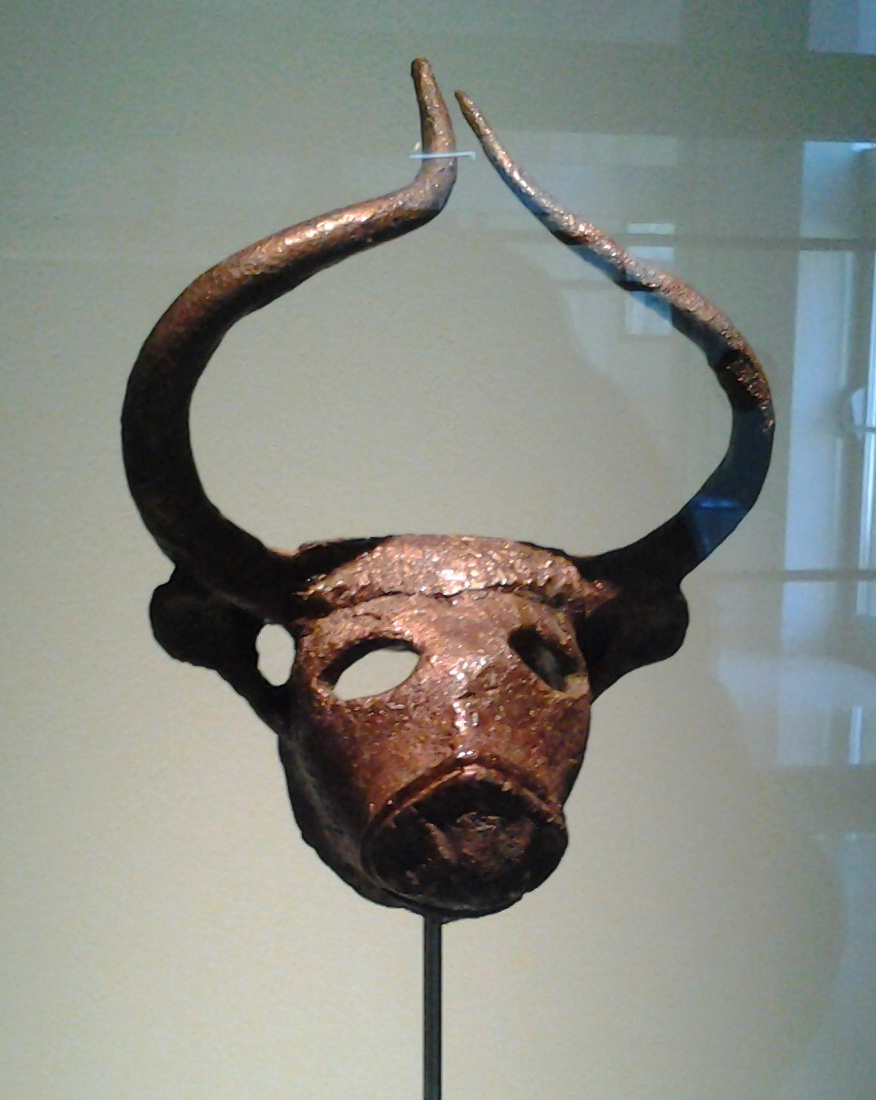
رأس ثور مصنوع من النحاس في حوالي عام (2000 قبل الميلاد)، اكتشفه علماء الآثار الدنماركيون تحت معبد باربار ، البحرين

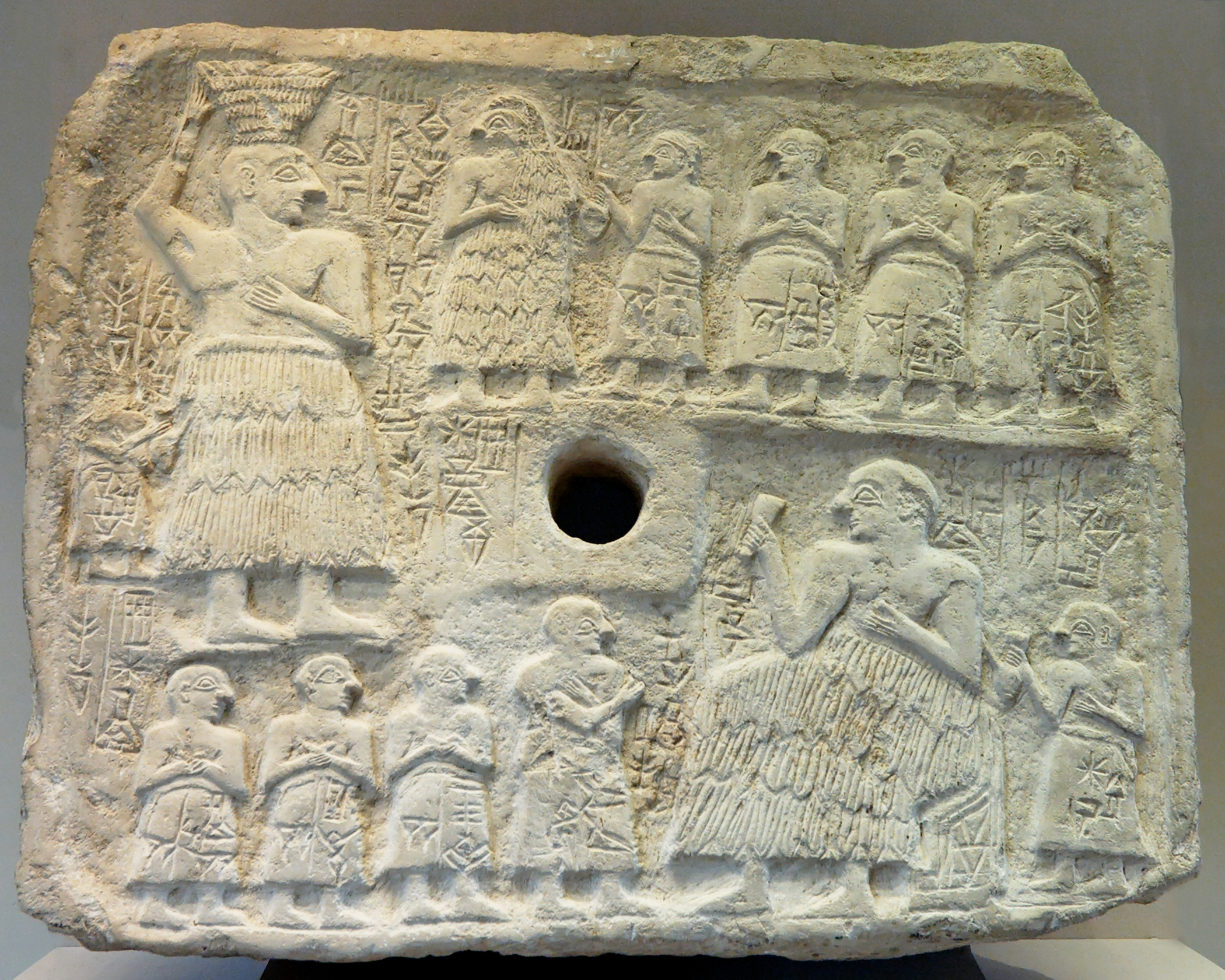
نقش نذري لأور نانشي، ملك لكش : تقول إحدى النقوش: «كانت القوارب من أرض دلمون (البعيدة) تحمل الخشب (بالنسبة له)»، وهو أقدم سجل مكتوب معروف عن دلمون والاستيراد البضائع في بلاد ما بين النهرين

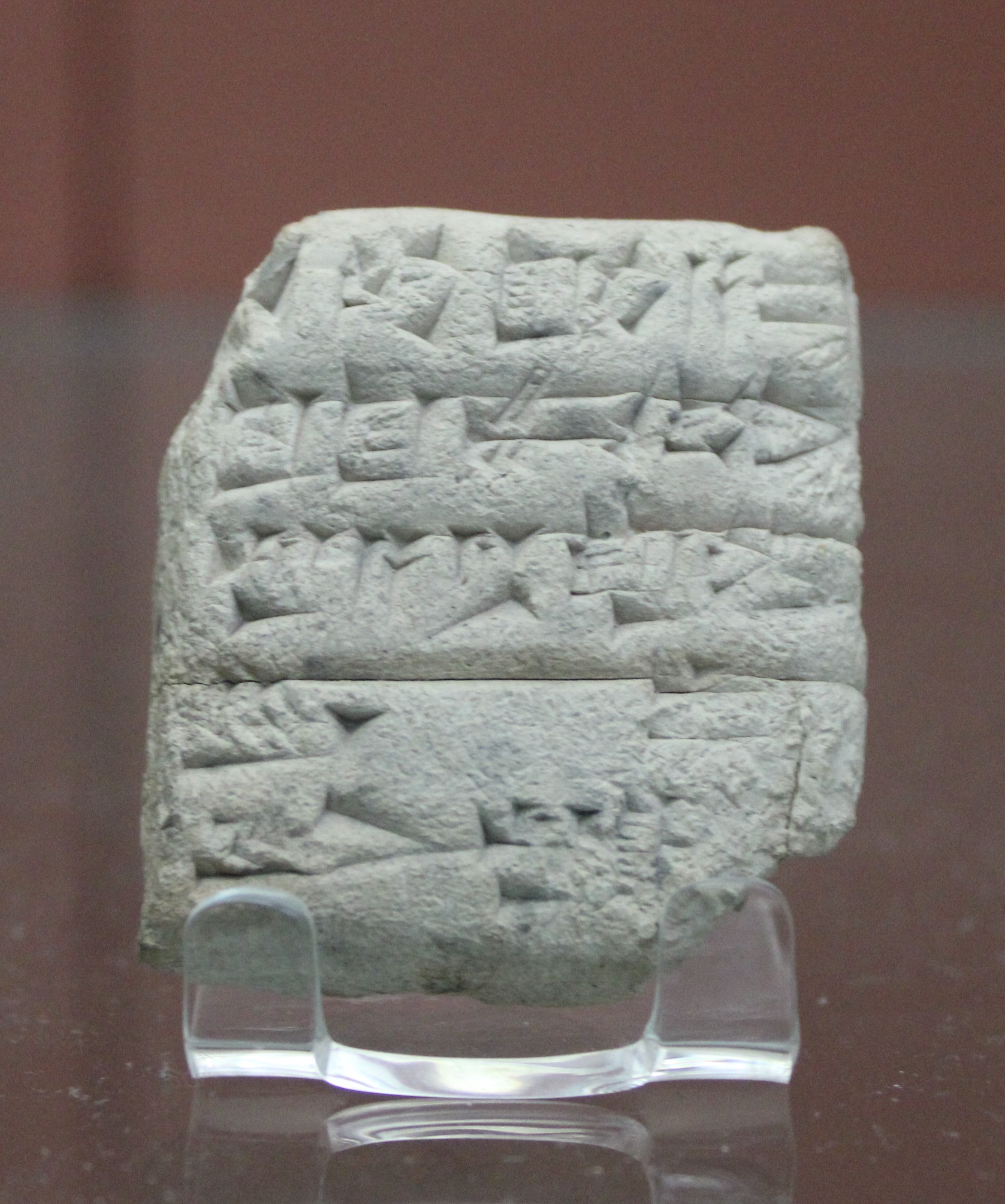
إيصال للملابس المرسلة بالقارب إلى دلمون في العام الأول من حكم إبي سين، حوالي عام 2028 قبل الميلاد. المتحف البريطاني BM 130462

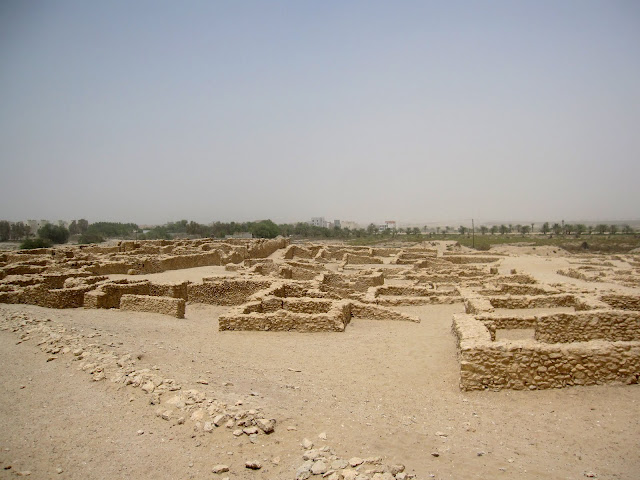
أنقاض مستوطنة يُعتقد أنها من حضارة دلمون في سار.

- مدن ومعابد قديمة؛ حيث عثر المنقبون تحت قلعة البحرين وحولها على مجموعة من المدن المحصنة، يعود تاريخ بناء أقدم مدينة فيها إلى حوالي سنة 2800 ق.م، وقد أحرقت هذه المدينة بعد خمسمائة سنة من إنشائها، وشيد مكانها المدينة الثانية التي أحيطت بسور عالٍ يصد عنها الغزاة القادمين من ناحية البحر. وبالإضافة إلى هذه المدن القديمة وجدت آثار معابد كثيرة؛ أهمها: معابد بار بار الثلاثة في قرية بار بار، ولم تبن هذه المعابد مرة واحدة، وإنما شيدت على التوالي، شأنها في ذلك شأن المدن التي عثر عليها تحت قلعة البحرين.
- من الآثار القديمة لدلمون الكثير من الأواني الفخارية المتنوعة، وقد عثر عليها المنقبون مرصوفةً في القبور، كما عثروا أيضا على آنية نحاسية للاستخدام المنزلي، وكذلك عثروا على تماثيل كانت لها مكانة دينية في نظر أصحابها، وعلى أختام كانت تستخدم لإثبات الملكية، وللتوقيع على الاتفاقيات وعلى كثير من العقود، وقد عثر عليها في آنية فخارية.

مدافن دلمون: أكبر مقبرة تاريخية في العالم:
- تضم جزيرة البحرين أكبر مقبرة تاريخية اكتشفت في العالم حتى الآن، والتي تُدعَى مقبرة عالي: وهي عبارة عن تلال تتكون من 21 جزءًا منتشرة على امتداد يصل إلى 20 كيلومتر، وتضم تلال مدينة حمد، تلال مدافن الجنبية، تلال مدافن عالي الشرقي، وتلال مدافن عالي الغربي، ويصل عددها إلى 11,774 تلة، فيما تتواجد بينها تلال ملكية.[5]

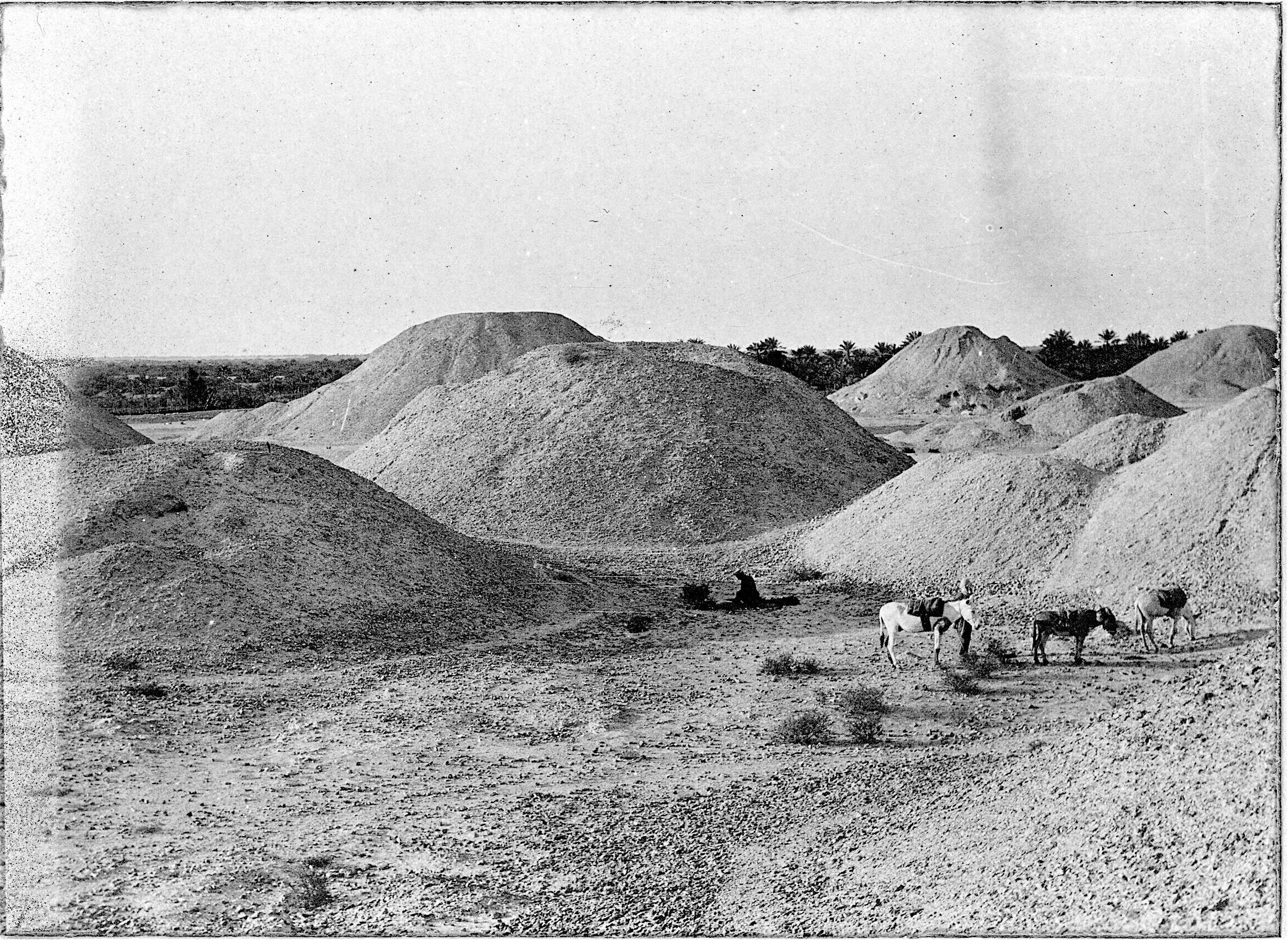
مدافن دلمون

خريطة توضح مواقع مدافن دلمون

## مظاهر حضارة دلمون القديمة

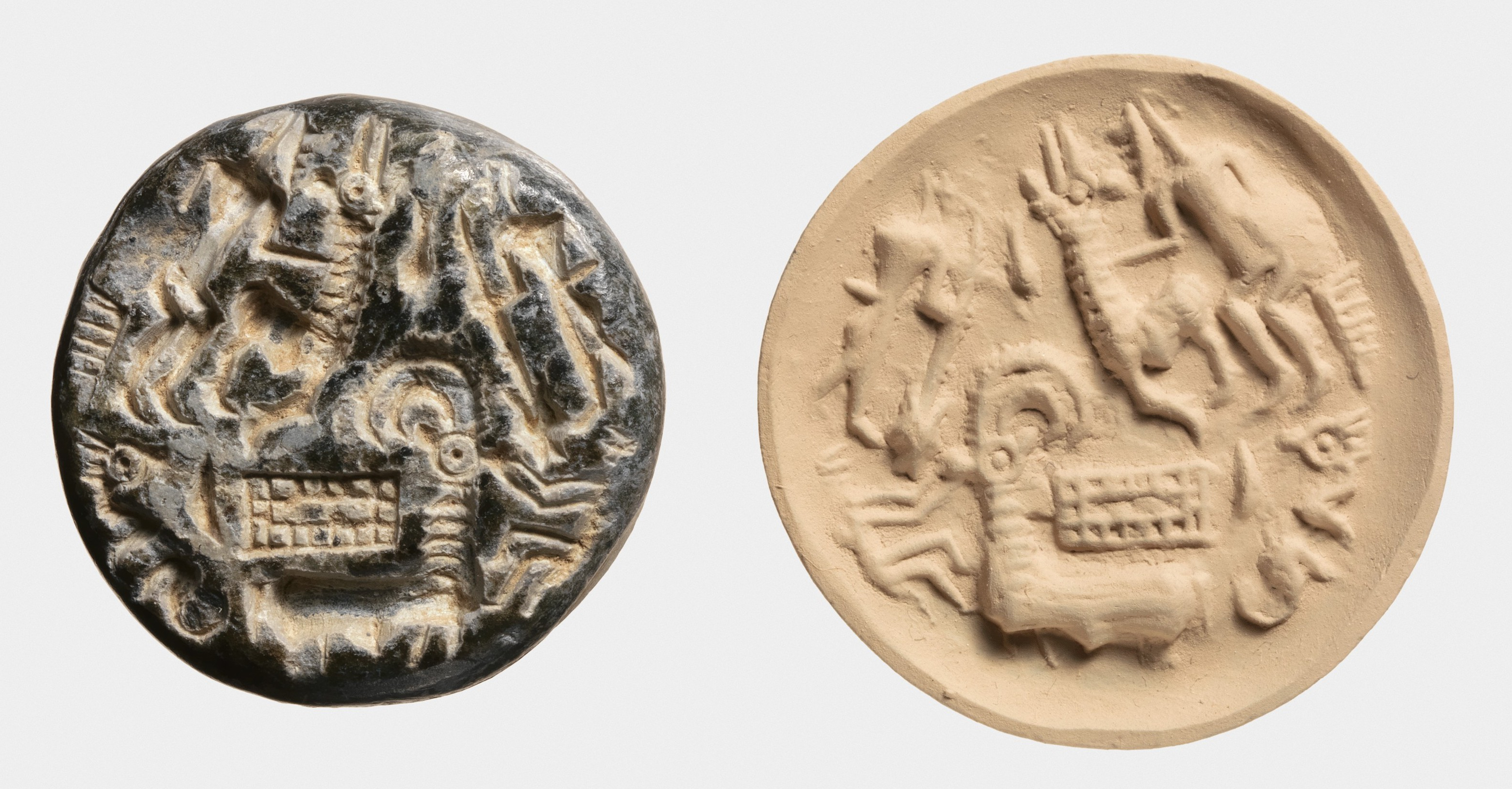
ختم من دلمون مع الصيادين والماعز، حوالي أوائل الألفية الثانية قبل الميلاد.

### نظام الحكم
كان نظام الحكم فيها ملكيا وراثيا، وتشير النصوص التي عثر عليها أنه لا بد أن يكون خادم الإله ملكا، ولكن مملكة دلمون كانت في معظم الأحيان تخضع لسيطرة حكام بلاد الرافدين، وتدفع الجزية لهم، ولقد هاجمها سرجون الأكادي وأحرق مدينتها الأولى وأخضعها لحكمه.

### الحياة الدينية
بنى أهل دلمون المعابد المقدسة ومئات الآلاف من المدافن على مختلف الأشكال والأحجام؛ مما يدل على إيمانهم بعقيدة الخلود، ويدل على ذلك تشييد المقابر الضخمة، ووجود مخلفات مادية وجنائزية في القبور، بالإضافة إلى اكتشاف بعض المعابد التي عثر فيها على أقداح مخروطية الشكل؛ مثل تلك التي عرفت في العراق في العصر السومري، ومن أهم هذه المعابد ((معبد باربار)).

### الزراعة
كانت دلمون بلدا زراعيا وافر المحاصيل؛ نظرا لوفرة المياه العذبة والأرض الخصبة، وكانت تشتهر بإنتاج التمر.

### الصناعة
اشتهرت في دلمون صناعة الفخار الذي كان يتميز بأشكال ورسومات تختلف عن رسومات فخار الحضارات المجاورة، كما ازدهرت صناعة الأختام الدلمونية الدائرية، التي كانت تستعمل لإثبات الملكية، وصناعة التماثيل والأواني الخزفية والنحاسية.

### العمارة والفنون
تتجلى مظاهر العمارة في دلمون في:
1. بناء المعابد فوق التلال كمعبد باربار.
2. تشييد المقابر على شكل تلال صخرية وتتفاوت في ارتفاعها حسب المكانة الاجتماعية للميت.
3. الأختام الدلمونية لإثبات الملكية.
4. إتقان فن الرسم على جدران المعابد والمقابر والقطع الفخارية.

### الفنون
أتقن الدلمونيون فنون الرسم على جدران المعابد والمقابر، وكذلك التصوير على القطع الفخارية.

### الصيد
اشتهرت دلمون كذلك بصيد الأسماك واللؤلؤ؛ فقد عمل الكثير من سكانها في هذه المهنة منذ الأزل؛ تلك المهنة التي لا تزال قائمة حتى يومنا هذا.

## الناس واللغة والدين
كان السكان ساميون مع وجود أموري. استخدموا الكتابة المسمارية السومرية، وتحدثوا بلغة كانت إما لهجة أكدية قريبة منها أو متأثرة بها بشدة. تم تسمية الإله الرئيسي لدلمون بإنزاك وكانت زوجته بانيبا.

## الأساطير
في الملحمة المبكرة إنمركر وملك أرتا السومرية، وصفت الأحداث المحورية، التي تركز على بناء الملك السومري إينمركر للزقورات في أوروك (الوركاء) وإريدو والتي تُسمّى اليوم تل أبو شهرين، على أنَّها تتحدَّثُ عن فترة «ما قبل استيطان دلمون».
دلمون، التي توصف أحيانًا بأنها «المكان الذي تشرق فيه الشمس» و«أرض الأحياء»، هي مسرح لبعض نسخ أسطورة الخلق السومرية، وهي المكان الذي كان فيه بطل الطوفان السومري المُؤلَّه، أوتنابيشتيم (زيوسودرا) الذي اتخذته الآلهة ليعيش إلى الأبد. إن ترجمة ثوركيلد جاكوبسن لسفر التكوين يسميها «جبل دلمون» الذي وصفه بأنه «مكان قصيٌّ ونصف أسطوري».

وصفت دلمون أيضًا في القصة الملحمية لإنكي وننهورساج على أنها الموقع الذي حدث فيه الخلق. وتتحدث إينوما إيليش (أسطورة الخلق البابلية) اللاحقة عن موقع الخلق على أنه المكان الذي تم فيه خلط الماء المالح، والذي تجسد ليكون تيامات واختلط بالمياه العذبة أبزو. إنَّ كلمة البحرين تعني باللغة العربية «المياه المجتمعة»، حيث تختلط المياه العذبة لطبقة المياه الجوفية العربية بالمياه المالحة للخليج العربي. وعد إنكي لننهورساج، أم الأرض:
بالنسبة لدلمون، أرض قلب سيدتي، سوف أقوم بإنشاء مجاري مائية وأنهار وقنوات طويلة، حيث ستتدفق المياه لإرواء عطش جميع الكائنات وتوفير الثروة لكل تلك الأرواح.
كما كانت لنينليل، الإلهة السومرية للهواء والرياح الجنوبية، منزلًا في دلمون.
ومع ذلك، يُعتقد أيضًا أن كلكامش اضطر إلى المرور عبر جبل ماشو للوصول إلى دلمون في ملحمة جلجامش، والتي يتم تحديدها عادةً مع كل سلاسل لبنان الموازية، مع الفجوة الضيقة بين هذه الجبال التي تشكل النفق.

## الحكام المعروفين
فقط عدد قليل من حكام مملكة دلمون معروفون:
1. زيوسودرا (القرن السابع والعشرون قبل الميلاد)
2. ريمون (1780 قبل الميلاد)
3. ياغلي إيل بن ريمون
4. سومو لول (سي 1650 قبل الميلاد)
5. أوسيانانوري ، جد أوباليسو مردوخ (التواريخ الدقيقة غير معروفة)
6. إيلي إيباشرا (معاصر مع بورنا بورياش الثاني وكوريغالزو الثاني)
7. أوبرا (ج 710 قبل الميلاد)
8. Hundaru الأول (سي 650 قبل الميلاد)
9. قنا (حوالي 680 - 670 قبل الميلاد)
10. Hundaru II (706–685 قبل الميلاد)